# Metro Boomin
Metro Boomin, de son vrai nom Leland Tyler Wayne, né le 16 septembre 1993 à Saint-Louis, dans le Missouri, est un producteur et DJ américain. Très tôt repéré par des grands noms de la scène hip-hop américaine, il commence à placer ses premières instrumentales auprès de rappeurs reconnus d'Atlanta comme Future ou Young Thug. Suivent au fil du temps des collaborations avec Gucci Mane, Travis Scott, ou encore 21 Savage. 
En 2016, il produit la mixtape Savage Mode, en collaboration avec 21 Savage. Ce projet reçoit un accueil très encourageant et permet au producteur de se faire connaitre auprès du grand public. Ses tags de producteur ou voicetag (« If young Metro don't trust you, I'm gon' shot you » et « Metro! »), ont été énormément partagés sur les réseaux sociaux et ont participé à le faire connaitre. Son premier album solo Not All Heroes Wear Capes est certifié disque de platine en 2020.

## Biographie

### Jeunesse
Tout commence à l'âge de 7 ans lorsque le jeune Leland Tyler reçoit de sa mère l'album Country Grammar de Nelly. À l'écoute de ce CD, Leland Tyler décide de travailler plus tard dans la musique. Il va commencer le rap au collège sous le nom de « Young Zesty ». Malheureusement, il n'a pas d'instrumental sur lesquelles il peut poser ses textes pour rapper. Deux solutions s'offrent à lui à ce moment, il doit soit acheter des instrumentales, soit les faire lui même. Étant issu d'une famille plutôt pauvre, il opte pour la seconde option. 
À ses 13 ans, sa mère lui offre son premier synthétiseur avec le logiciel Fruity Loops  permettant de créer des instrumentales. Peu à peu sa passion pour la production de musique prend le dessus sur sa passion pour l'écriture et c'est à cette période qu'il décide qu'il ne sera pas rappeur mais producteur.

### Carrière

#### Débuts (2009–2013)
Lorsqu'il arrive au lycée, ses performances en matière de beatmaking (production d'instrumentale) commencent à se faire remarquer. Il décide d'envoyer ses production à des artistes reconnu pour tenter sa chance. Cette stratégie finit par payer, puisqu'il va produire le single Alley Boy  de Young Jeezy et Lil Gotti. Peu de temps après, il sera mis en contact avec un certain OJ da Juiceman. Ce dernier qui était fan de ses productions avait l'habitude de crier « Boomin » (qui signifie super chaud, lourd , etc.) lorsqu'il écoutait ses instrumentaux. C'est de là que Metro ajoute le « Boomin » à son nom.
C'est à cette époque qu'il commence à voyager à Atlanta afin de collaborer directement avec les artistes en studio. C'est à cette période qu'il commence à collaborer avec le rappeur Gucci Mane. Après avoir obtenu son équivalent du bac, il s'installe à Atlanta et s'inscrit dans un cursus commerce et de management au Morehouse College. Seulement un semestre après le début de ses études, il fait le choix de faire une pause, son agenda devenant de plus en plus chargé à cause de la demande de production de plus en plus forte. À partir de cette période, il a collabore avec des pointures du hip-hop comme Nicki Minaj, Ludacris, Juicy J, Yo Gotti, 21 Savage, Wiz Khalifa, Chief Keef, The Weeknd, YG, Young Jeezy, Meek Mill,Travis Scott, Ace Hood, Young Scooter, Young Thug, Rich Homie Quan, Trinidad James, Drake, Lana Del Rey, Lil Uzi Vert, Migos, DJ Khaled, Schoolboy Q, Post Malone, Nav, Swae Lee, Gunna, Lil Wayne, et Kanye West. Si les rappeurs le demandent énormément, il collabore aussi avec les meilleurs producteurs du moment : Sonny Digital, TM88, Southside, Zaytoven, Young Chop, ou encore DJ Spinz.

#### Ascension (2013–2016)
En mai 2013, Metro Boomin annonce sa première mixtape en mai 2013 intitulée 19 and Boomin. Elle contient notamment des collaborations avec Trinidad James et Gucci Mane. Sur ce projet, il travaille aussi avec Young Thug et Future, deux artistes du rap d'Atlanta,. En mars 2014, Young Thug et Metro Boomin annoncent un projet commun sous le nom de Metro Thuggin. Bien que ce projet ne sortira jamais en entier, le single The Blanguage est tout de même sorti officiellement. Plus tard, quelques autres morceaux feront surface sur internet,. Dans la même période, il produit des morceaux pour la mixtape de Future Monster, notamment le morceau I Won en collaboration avec Kanye West. Il travaille aussi avec le rappeur canadien Drake sur sa mixtape commune avec Future intitulée What a Time to Be Alive. Il produit et co-produit 7 des 11 morceaux du projet.
En 2016, son ascension continue. Il produit Bad and Boujee des Migos, Low Life de Future et The Weeknd. Il contribue aussi à la production de l'album de Kanye West The Life of Pablo, et l'EP Savage Mode en collaboration avec 21 Savage.

#### DePerfect TimingàDouble or Nothing(2017)
En 2017, il enchaine les hits. Plusieurs de ses collaborations se classent très haut dans les charts[réf. nécessaire] : Tunnel Vision de Kodak Black, Bounce Back de Big Sean, Mask Off de Future et Bank Account de 21 Savage. Le 14 juillet 2017, il sort une mixtape commune avec le rappeur canadien NAV. Intitulée Perfect Timing. Le projet comporte des collaborations avec des rappeurs comme Lil Uzi Vert, Playboi Carti, Offset des Migos, 21 Savage, et Gucci Mane. En octobre 2017, le soir d'Halloween, il poursuit sur sa lancée et collabore cette fois-ci avec Offset et 21 Savage sur un projet commun du nom de Without Warning. La sortie du projet est inattendue puisqu'aucune annonce n'avait été faite sur une potentielle collaboration du trio. On retrouve Travis Scott et Quavo en collaboration sur l'EP.
Enfin en novembre, une mixtape collaborative avec le rappeur Big Sean voit le jour. Sous le nom Double or Nothing, le disque comporte des collaborations avec des artistes comme Travis Scott, 2 Chainz, 21 Savage, Kash Doll, Young Thug, et Swae Lee.

#### Dernière sorties (depuis 2018)
En avril 2018, il annonce sur Instagram qu'il se retire de la production pour un moment d'une durée indéterminée. Il produit néanmoins de façon discrète quelques morceaux, notamment pour Nicki Minaj sur son album Queen ainsi que pour Lil Wayne pour son projet Tha Carter V.
En novembre sort son premier album studio Not All Heroes Wear Capes qui signe son retour. Il travaille sur ce projet depuis 2015 et les collaborations nombreuses permettent de retrouver tous les rappeurs qui ont suivi son ascension sur les cinq dernières années : Gucci Mane, Travis Scott, 21 Savage, Swae Lee, Gunna, Young Thug, Wizkid, J Balvin, Offset, Kodak Black, et Drake. Not All Heroes Wear Capes commence son exploitation à la première place du classement Billboard américain.
En novembre 2019, il coproduit le Canadien The Weeknd sur le single Heartless, avec Illangelo et Dre Moon. Puis en septembre 2020, il annonce un nouveau projet collaboratif avec 21 Savage : Savage Mode II, la suite de Savage Mode sorti en 2016. On y retrouve Drake, Young Thug, et Young Nudy. En décembre 2022, il sort son album Heroes and Villains, on y retrouve The Weeknd, Travis Scott, A$AP Rocky, Future, Chris Brown, Don Toliver, Takeoff, John Legend, Young Nudy et Mustafa. Avec Heroes and Villains, Metro Boomin signe le plus gros démarrage de l'histoire de Spotify pour un album rap de producteur avec 36 millions de streams en 24h[réf. nécessaire]. En juin 2023, il sort Metro Bommin presents Spider-Man: Across the Spider-Verse à l'occasion de la sortie du film éponyme, où il fait appel à Lil Wayne, Offset, Lil Uzi Vert, 21 Savage, Future ou encore Swae Lee (l'auteur de Sunflower, single à succès issu de la bande-son de Spider-Man: New Generation).
En août 2025, il révèle son album A Futuristic Summa (en), réalisé en collaboration avec DJ Spinz. Composé de 23 titres, le projet rassemble 21 artistes en collaboration, parmi lesquels on retrouve Quavo, 2 Chainz, Lil Baby, Future, Young Thug ou encore Gucci Mane. Rendant hommage au genre Hip-hop d'Atlanta (en) des années 2010, le projet reçoit des critiques mitigés dans la semaine suivant sa sortie. La presse estime ainsi à moins de 22000 le nombre d'exemplaires du projet écoulés en première semaine, plaçant alors A Futuristic Summa en dehors du top 20 du classement Billboard 200.

## Accusation d'agression sexuelle
Le 29 octobre 2024, une femme, Vanessa LeMaistre, porte plainte contre Metro Boomin pour une agression sexuelle ayant eu lieu en septembre 2016 à Los Angeles.

## Discographie

### Albums studio
- 2017 : Without Warning (avec 21 Savage et Offset)
- 2017 : Double or Nothing (avec Big Sean)
- 2018 : Not All Heroes Wear Capes
- 2020 : Savage Mode II (avec 21 Savage)
- 2022 : Heroes and Villains
- 2023 : Metro Boomin Presents Spider-Man: Across The Spider-Verse
- 2023 : Business is Business (avec Young Thug)
- 2024 : We Don't Trust You (avec Future)
- 2024 : We Still Don't Trust You (avec Future)
- 2025 : A Futuristic Summa (avec DJ Spinz)

### EP
- 2016 : Savage Mode (avec 21 Savage)
- 2020 : Savage Mode II (avec 21 Savage)

### Mixtapes
- 2013 : 19 and Boomin
- 2017 : Perfect Timing (avec Nav)